# Gillig
Gillig er en amerikansk busproducent. De har hovedkvarter og produktion i Livermore (San Francisco).
Virksomheden blev etableret i 1890. The company was founded in San Francisco, by the Gillig brothers.